# Zaïna, cavalière de l'Atlas
Pour les articles homonymes, voir Zaina.
Pour plus de détails, voir Fiche technique et Distribution.
Zaïna, cavalière de l'Atlas est un film franco-allemand réalisé par Bourlem Guerdjou et sorti en 2005.

## Synopsis
Pour échapper à son beau-père, le puissant Omar, seigneur de la ville, Zaïna après la mort de sa mère doit partir avec son père, Mustapha, qui doit mener les chevaux de sa tribu à la grande course de Marrakech. Ils ne se connaissent pas, car Omar a fait enfermer Zaïna avec sa mère Selma depuis sa petite enfance : il était en effet consumé d'amour pour Selma et la harcelait sans répit, au point de causer sa mort. La jeune fille et Mustapha font connaissance durant le voyage et apprennent à s'aimer, d'autant plus que Zaïna découvre peu à peu le secret de sa mère.

## Fiche technique
- Titre : Zaïna, cavalière de l'Atlas
- Réalisation : Bourlem Guerdjou
- Scénario : Juliette Sales et Bourlem Guerdjou
- Directeur de la photographie : Bruno de Keyzer
- Son : Olivier Schwob, Mourad Louanchi et Dominique Hennequin
- Musique : Cyril Morin
- Montage : Joëlle Hache
- Costumes : Anaïs Romand
- Décors : Laurent Allaire
- Production : Philippe Liégeois et Jean-Michel Rey
- Sociétés de production : Rezo Productions, Prokino Filmproduktion, en coproduction avec France 3 Cinéma et FCC
- Société de distribution : Rezo Films
- Pays d'origine :  France,  Allemagne
- Langue originale : français, arabe
- Format : couleur - 2.35 cinémascope - Dolby Digital
- Genre : aventures
- Durée : 100 minutes
- Dates de sortie : 26 octobre 2005

## Distribution
- Sami Bouajila : Mustapha
- Simon Abkarian : Omar
- Aziza Nadir : Zaïna
- Michel Favory : Abdellatif
- Assaâd Bouab : Kadour
- Lounès Tazaïrt : Barak
- Hassam Ghancy : Djilhali
- Taieb Ajedig : Moncef
- Mohammed Majd : Imam
- Mohamed Bouhriri : Hassan
- Pazair : Zingal
- Gamil Ratib : le narrateur (voix off)